# Nikolai Julius Sørensen
Nikolai Julius Sørensen, född 14 september 1850 i Råde, död 28 januari 1923 i Kristiania, var en norsk pacifist.
Sørensen blev student 1869 och juris kandidat 1876. Han blev 1878 föreståndare för  Alfheim Høyskole, en folkhögskola som var verksam på olika platser i Smaalenenes amt till 1890. Han utgav under denna tid tidningen "Heimdal" samt en del böcker som Høiskolen, Folkelige Foredrag, Et Sommerminde och Ved Vinterens Hjerte.
Sørensen redigerade även den politiska tidningen "Østlandske Tidende" och för rad angrepp i denna mot monarkin dömdes han 1881 av Høyesterett for majestätsförbrytelse till 60 dagars fängelse. Han var 1883–88 stortingsman (Venstre) för Smaalenenes amt,  utgav 1888–93 tidningen "Posten" med sin hustru som namngiven redaktör och 1892–1918 statsrevisor.
Sørensen stiftade Kristiania fredsförening, deltog i bildandet av Norges fredsförening och arbetade i en mängd böcker, ströskrifter och tidningsartiklar för fredssaken och nykterhetsrörelsen. Han utgav Krig og Fred (1901), Kristendom uden Kirke (1902) och redigerade 1898–1907 tidskriften "Fred".